# Takifugu chinensis
Takifugu chinensis är en fiskart som först beskrevs av Abe 1949.  Takifugu chinensis ingår i släktet Takifugu och familjen blåsfiskar. Inga underarter finns listade i Catalogue of Life.